# Слух
Слухът е сред 5-те сетива и представлява специална функция на слуховия апарат – способността за възприятие на звуци посредством ухото.
Неспособността за възприятие на звука се нарича глухота. Човек е способен да чува в диапазона от честоти между 20 Hz и 20 kHz, но това зависи от пол, възраст, заболявания, тренировка, начин на живот и други. Честоти над 20 kHz се наричат ултразвук, а под 20 Hz инфразвук. Кучето може да чува ултразвук, докато китовете и слоновете използват инфразвук за комуникация. Прилепите също използват ултразвук, за да се ориентират в тъмното и да намират храна на принципа на ехолокацията.